# Бережковский сельсовет (Солнечногорский район)
Бережковский сельсовет — упразднённая административно-территориальная единица, существовавшая на территории Московской губернии и Московской области до 1960 года.
Бережковский с/с был образован в первые годы советской власти. По данным 1919 года он входил в состав Пятницкой волости Звенигородского уезда Московской губернии.
14 января 1921 года Пятницкая волость была передана в Воскресенский уезд.
В 1926 году Бережковский с/с включал деревни Бережки, Похлебайки, Татищево и Шевлино.
В 1929 году Бережковский с/с был отнесён к Солнечногорскому району Московского округа Московской области.
17 июля 1939 года к Бережковскому с/с был присоединён Пятницкий с/с.
4 января 1952 года к Бережковскому с/с было присоединено селение Логиново Логиновского с/с.
7 декабря 1957 года Солнечногорский район был упразднён и Бережковский с/с вошёл в Химкинский район.
28 июля 1960 года Химкинский район был упразднён, а Бережковский с/с передан в воссозданный Солнечногорский район.
30 сентября 1960 года Бережковский с/с был упразднён. При этом его территория была преобразована в Пятницкий с/с.